# サンテックパワー
 サンテックパワー （尚德太陽能電力有限公司、suntech power）は、中華人民共和国の最大手の太陽光電池・太陽光発電システム製造メーカー。

## 概要
2008年の世界シェアは3位。2008年の7〜9月期の売上高は5億9440万ドル（前年同期比53%増）。過去5年間で、売上高は約100倍、営業利益は約220倍になった。トヨタ自動車やパナソニックと同様にニューヨーク証券取引所のADRに上場している。取引記号名はSTPである。投資家情報も公開されている。サンテックの会計年度末は12月31日。
2006年には複数のシリコンメーカーと10年間の超長期の買い入れ契約をいち早く結んだことから、2006年から2007年頃まで生じたシリコン（ソーラーグレードシリコン）の市価格高騰の影響を受けずに成長できたとされる。当時、創業者の施正栄（シ・ジェンロン）最高経営責任者CEOは「我が社は研究開発から生産・販売まで、太陽電池のみに事業を集約した“ピュアプレーヤー”。だからこそ産業の潮目を正確に読み、迅速に経営判断を下すことができる」と語っているが、2008年以降に生じた需要減退及び販売価格の下落局面において、生産量を増加させながら経営を行うことは難しく、2012年8月には退陣を余儀なくされた。
工場は無錫、洛陽、青海、長野県、上海にある。

## 社名
中国での正式名称は無錫尚德太陽能電力有限公司。日本式漢字では尚徳太陽能電力になり徳の字が日本式漢字になる。中国式漢字では德になるので間違いが起きやすい。

## 沿革
- 2001年9月 - サンテックパワー設立。
- 2002年9月 - 10MW 製造ライン稼動。
- 2004年8月 - 生産能力が50MW。世界規模の太陽光発電メーカーの仲間入りを果たす。
- 2005年12月 - ニューヨーク証券取引所に上場
- 2005年12月 - 生産能力が150MW。世界8位の太陽光発電メーカーになる。
- 2006年12月 - 生産能力が300MW。世界3位の太陽光発電メーカーになる。
- 2009年12月 - 2009年通年の生産量が704MW。
- 2010年12月 - 2010年通年の生産量が1572MW。
- 2013年3月 - 転換社債が債務不履行[2]最大の子会社無錫サンテックパワーが法的整理に入る[3]。
- 2013年11月 - サンテックパワーHDの基幹法人である無錫サンテックパワーが江蘇順風光電科技に買収される。ケイマン諸島に籍を置くグループ持株会社は清算へ。
- 2014年4月 - 中国、順風光電国際グループのサンテックパワーの事業継承を正式に承認[4]。

### 日本企業の買収
2006年には太陽光発電モジュール＆太陽光発電システムを製造販売する日本大手のMSKを買収して経営統合した。MSKの笠原唯男社長は、「買収提案を受ける前から施CEOとは意気投合する知り合いだった。サンテック傘下に入ることで、世界市場に一挙にビジネス範囲が広がった」と語っている。なお、買収に伴うリストラクチャリングで閉鎖を決定された大牟田工場は、従業員らがエンプロイー・バイアウト (EBO) を行い、YOCASOLとなった。

### 経営難と破綻
世界金融危機 (2007年-)、リーマン・ショック等をきっかけに、2000年代後半に生じた景気後退の波は、欧州で拡大を続けていた太陽電池の市場を直撃、需要が激減した。サンテック・パワーも例外ではなく、次第に業績が悪化。2012年の第1四半期では、資産に占める負債の割合が82%に達した。加えて2012年7月には詐欺被害に遭い、巨額債務を負担する可能性が高くなった。このため同年8月には最高経営責任者の交代が行われるとともに、無錫市への事業継続に必要な協力依頼が行われている。
2013年3月19日、転換社債の債務不履行を起こし、これに伴い国際協調融資等がクロスデフォルト、つまり債務不履行と見なされた。翌日サンテックパワーの子会社のひとつ無錫サンテックパワーの破産申立を無錫市中級人民法院が受理した。日本法人の説明によると、これは会社更生法相当の手続きであり、生産を継続するほか、サンテックパワーグループはこの他に無錫地方政府出資の製造子会社を含む複数の子会社を持っていて、日本法人への製品供給は継続し、販売済の製品の製品保証も継続されると言う。
再建の過程で、無錫サンテックパワーは江蘇順風光電科技に買収されそちらに日本法人やシンガポール法人は移管され、サンテックパワーホールディングスは清算される方向となった。

## 役員
- Zhengrong Shi 博士、創業者、取締役会長および最高経営責任者 (CEO)
- Amy Zhang 最高財務責任者
- Johnson Chiang最高執行責任者 (COO)
- Stuart Wenham最高技術責任者 (CTO)
- Steven Chanグローバル営業/マーケティング・プレジデントおよび最高戦略責任者 (CSO)

## その他の幹部
- 笠原唯男 博士、日本のMSK株式会社の社長

## 創設者
創設者の施正栄（シ・ジェンロン）はサンテックパワーの代表取締役会長、最高経営責任者CEOである。
1992年から1995 年までは豪州のニューサウスウェールズ大学の太陽光発電工学最先端技術センターの薄膜太陽電池研究グループの上位研究担当科学者及びリーダーを務めた。
1995年から2001年まで次世代薄膜技術の製品化を事業とする豪州の太陽光発電企業 Pacific Solar Pty., Ltd. の研究担当取締役および常務取締役を務めた。
施正栄博士は太陽光発電技術に関する11件の特許の発明者で太陽光発電関連の科学雑誌や学会で多数の記事や研究論文を発表あるいは講演している。施正栄は1983年に中国の長春理工大学より光学機械（optical instrument）で学士号、1986年に中国科学院上海光学精密機械研究所よりレーザー物理学で修士号、1992年に豪州のニューサウスウェールズ大学より電子工学で博士号を取得している。
サンテックパワーは2005年12月にニューヨーク証券取引所に株式上場した。その結果で施CEOは2006年のアメリカのフォーブス誌が発表している富豪ランキングで中国人として最高位の世界40位に選ばれた。
2012年8月15日、会社は施正栄最高経営責任者（CEO）の辞任と、金緯最高財務責任者（CFO）の昇格を発表した。

## モジュールの性能
現行品のシリーズでは単結晶太陽電池では最大16.5%、多結晶太陽電池では最大15.5%の変換効率である。

## 保証
全てのサンテック製の太陽光発電モジュールには25年の出力保証が付いている。

## テレビ番組
- 日経スペシャル ガイアの夜明け（テレビ東京）
  - 我が家が発電所～急成長する太陽電池～（2007年1月30日）[10] - 急成長する中国の新興メーカーを取材。
  - 甦れ!俺たちの工場～“モノ作りニッポン”再生物語～（2007年11月6日）[11] - MSKの買収を取材。